# CD Anáhuac
Club Deportivo Anáhuac, kurz CD Anáhuac, war ein Fußballverein aus dem mexikanischen Bundesstaat Nuevo León. Ihre Heimspiele trug die auch unter dem Spitznamen Gavilanes (span. für Falken) bekannte Mannschaft im Estadio Tecnológico von Monterrey aus.

## Geschichte
Der Verein wurde von José Fidalgo unter dem Namen España gegründet und spielte viele Jahre in der auf Amateurbasis organisierten Liga del Norte sowie zwischen 1953 und 1955 in der Segunda División, die damals die landesweit organisierte zweithöchste Spielklasse im mexikanischen Vereinsfußball war. 
Der CD Anáhuac gewann sein erstes Spiel in der Segunda División am 9. August 1953 im Estadio Tecnológico mit 2:0 gegen Atlético de Veracruz. Am vierten Spieltag kam es im auch vom Stadtrivalen CF Monterrey genutzten Estadio Tecnológico zum ersten Clásico Regiomontano in einem Pflichtspiel, der von Anáhuac mit 3:0 gewonnen wurde. Am 6. Dezember 1953 gewann Anáhuac mit dem Ergebnis von 1:0 auch das zweite Stadtderby der Saison. 
Zum Ende der Saison 1954/55 zog der Verein sich aufgrund von finanziellen Problemen aus der Segunda División zurück.